# Метод на критичния път
Методът на критичния път (на английски: CPM - Critical Path Method) е много важна и често използвана техника в управлението на проекти. В нея се използва означаване тип дейност на върха. Обикновено дейностите в този тип диаграми се рисуват като правоъгълници, в които са описани важни детайли за конкретната дейност. Тe включват:
- Име на дейността
- Ранен старт
- Ранен край
- Късен старт
- Късен край
- Продължителност
- Луфт (slack)

За да бъдат изчислени стойностите на тези детайли се правят две вълнообразни обхождания. Първо се прави обхождане напред, за да бъдат изчислени ранните стойности. След това се прави обхождане назад, за да бъдат изчислени късните стойности, а накрая от разликата между тях се изчислява луфта. Критичният път са тези дейности, които нямат луфт (луфтът им е 0).
Методът на критичния път се е наложил и в резултат на това го има вграден в повечето софтуерни инструменти за управление на проекти, където алгоритъмът му може да бъде приложен автоматично.